# أبراهام ياسكي
أبراهام ياسكي (بالعبرية: אברהם יסקי‏) (14 أبريل 1927 - 28 مارس 2014) مهندس معماري إسرائيلي.
حصل على جائزة إسرائيل في عام 1982 في الهندسة المعمارية.

## حياته
ولد ياسكي في كيشيناو التي كانت تتبع رومانيا (وهي حاليا عاصمة مولدوفا) في 14 أبريل 1927. وهاجر مع عائلته إلى فلسطين تحت الانتداب البريطاني عام 1935.
ودرس في التخنيون. وعمل في بداية حياته المهنية في مكتب المهندس المعماري أرييه شارون. وفي سن الخامسة والعشرين قام بوضع الرسوم الهندسية لميدان رابين مع شمعون بوفسنر،  ثم قاعة مدينة تل أبيب في نفس الميدان. وكانت أعماله الأولى مثل "شقق ربع كيلومتر" عام 1960 مع أمنون ألكساندروني، مصممة أساسا من الخرسانة.
أسس في عام 1965 أسس الشركة المعمارية المعروفة الآن باسم "شركة مور ياسكي سيفان الهندسية" Moore Yasky Sivan Architects. ومن 1987 إلى 1991 عمل أستاذًا مساعدًا في التخنيون. وفي عام 1994 أسس مدرسة الهندسة المعمارية في جامعة تل أبيب  حيث ترأسها حتى عام 1998.
واعتبارًا من عام 2006، تعد "شركة مور ياسكي سيفان الهندسية" أكبر شركة هندسة معمارية في إسرائيل وتضم 73 موظفًا. ومن خلال هذه الشركة، ساهم ياسكي كثيرًا في التنمية الحضرية في تل أبيب. فقد أنشأت مشاريع مثل أبراج عزرائيلي التي تعتبر فصلا جديدا في التاريخ المعماري للمدينة والذي سلط الضوء على ناطحة السحاب والأفق.
تطور تفكيره من استخدام الخرسانة، في عصر العمارة الوحشية، إلى الهندسة المعمارية التي تركز على الزجاج، "[أ] ومع ذلك، يشير دون تردد إلى "السنوات الرمادية" لبناء البلاد بالخرسانة المكشوفة - التي استخدمها على نطاق واسع ومدهش - باعتبارها أفضل فترة في حياته وفي حياة الهندسة المعمارية الإسرائيلية.
توفي ياسكي في 28 مارس 2014 بالشيخوخة عن عمر يناهز 86.

## جوائز
في عام 1982، حصل على جائزة إسرائيل في الهندسة المعمارية.

## روابط خارجية
- سقطت من شاحنة: مقابلة مع المهندس المعماري أبراهام ياسكي